# 福島県道153号小林会津宮下停車場線
福島県道153号小林会津宮下停車場線（ふくしまけんどう153ごう こばやしあいづみやしたていしゃじょうせん）は、福島県南会津郡只見町から大沼郡三島町に至る一般県道である。

## 路線概要
- 起点：南会津郡只見町小林字七十苅
- 終点：大沼郡三島町宮下字居平（JR只見線会津宮下駅前）
- 総延長：37.654 km[1]
  - 実延長：33.640 km
- 路線認定年月日：1959年8月31日[2]

### 重用路線
- 福島県道59号会津若松三島線（大沼郡三島町大谷字本村～同町宮下字田中）
- 国道252号（大沼郡三島町宮下字田中～同町宮下字上ノ原）
- 福島県道237号小栗山宮下線（大沼郡三島町宮下字上ノ原～同町宮下字居平）

### 自動車交通不能区間
- 南会津郡只見町布沢～大沼郡昭和村野尻（延長5.6 km）
- 大沼郡昭和村野尻～三島町間方（延長7.2 km）[3]

### 冬期交通不能区間
- 南会津郡只見町布沢字夕沢～同町布沢字深渡戸（延長3.4 km）[3]

### 道路施設
高砂橋
- 全長：20.0m
- 幅員：6.8m
- 竣工：1962年[4]

只見町坂田字向平にて一級水系阿賀野川水系布沢川を渡る。
箱淵橋
- 全長：37.0 m
- 幅員：8.0 m
- 形式：単純合成鋼鈑桁橋
- 竣工：1984年

一級水系阿賀川水系大谷川に架かる。奥地産業開発道路整備計画に基づき1983年度より地方道橋梁整備事業として着工された。黄色く塗装された橋桁が特徴である。総事業費は9180万円。
八木の瀬橋
- 全長：43.0 m
- 幅員：8.0 m
- 形式：単純PCポステン箱桁橋
- 竣工：1987年度

三島町本村にて一級水系阿賀川水系只見川支流の大谷川を渡る。周辺の狭隘、悪線形区間の解消のため1986年度より地方道橋梁整備事業により建設された。総工費は1億4800万円。

## 通過する自治体
- 南会津郡只見町 - 大沼郡昭和村 - 三島町

## 接続・交差する道路
- 只見町内
  - 国道289号（小林字七十苅 起点）
  - 福島県道360号小林舘の川線（坂田）
  - 福島県道352号布沢横田線（布沢字片道）
- 昭和村内
  - 国道400号（野尻字久保田）
- 三島町内
  - 福島県道59号会津若松三島線 会津若松市方面（大谷字本村）
  - 国道252号 会津若松市方面（宮下字田中）
  - 国道252号 只見町方面・福島県道237号小栗山宮下線 金山町方面（宮下字上ノ原）
  - 福島県道237号小栗山宮下線 会津若松市方面（宮下字上ノ原）

## 沿線
- 布沢川
- 布沢簡易郵便局